# 卤化物矿物
卤化物矿物是具有主要卤化物阴离子（F−、Cl−、Br−和I−）的矿物。复杂的卤化物矿物也可能含有多原子阴离子。 
包括以下几个例子：
- 氯铜矿 Cu2Cl(OH)3
- 氟硼钾矿  (K,Cs)BF
- 氟硅铵石 (β)(NH4)2SiF6[4]
- 水氯镁石 MgCl2·6H2O
- 水碘钙石 Ca(IO3)2(H2O)
- 角汞矿 HgCl
- 光卤石 KMgCl3·6H2O
- 角银矿 AgCl
- 溴银矿 AgBr
- 碘银矿 AgI
- 冰晶石 Na3AlF6
- 方氟硅铵石 (a)(NH4)2SiF6[5]
- 碘铬钙石 Ca2(IO3)2CrO4
- 褐氯汞矿 Hg4OCl2
- 氯溴银矿 Ag(Cl,Br)
- 水氯铜矿 CuCl2·2H2O
- 萤石 CaF2
- 石盐 NaCl
- 碘钙石 Ca(IO3)2
- 碘铜矿 CuI
- 黄碘银矿 AgI
- 氯亚铜矿 CuCl
- 硇砂 NH4Cl
- 钾石盐 KCl
- 黄氯汞矿 Hg2OCl
- 氟盐 NaF
- 铈钇矿 (Ca,Y,Ce)F2
- 钇萤石 (Ca,Y)F2

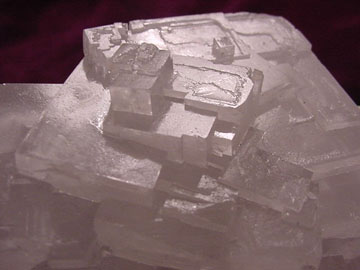
石鹽

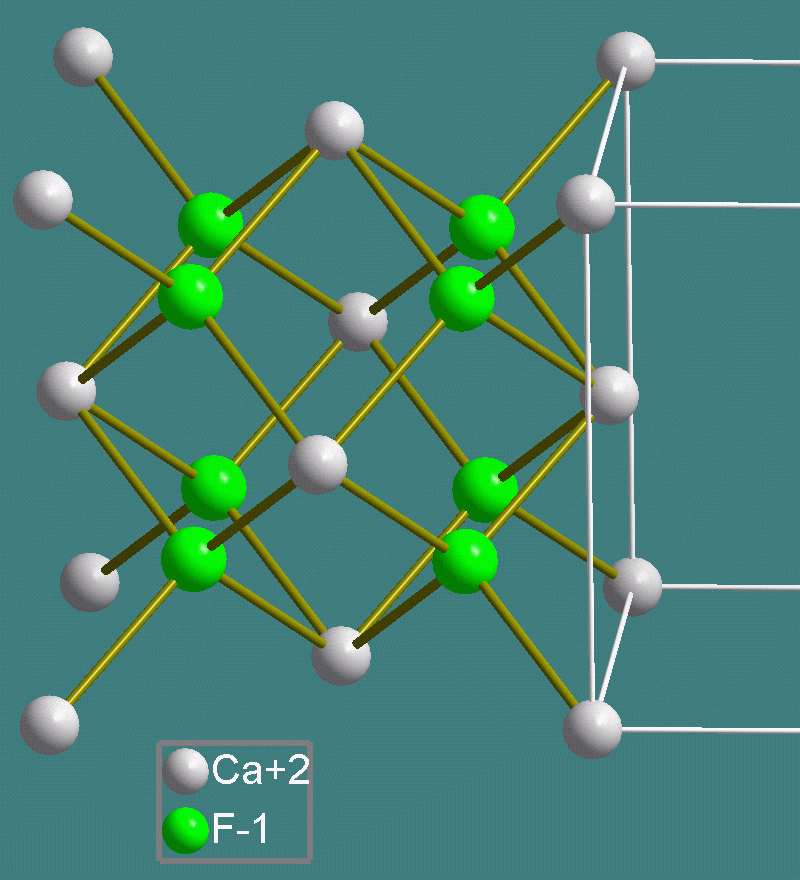
萤石结构

这些大部分矿物是水溶性的，并且通常在干旱地区的地壳和其他沉积物中发现，各种硼酸盐、硝酸盐、碘酸盐、溴酸盐等也是如此。其他如萤石组不溶于水。作为一个集体，简单卤化物矿物（含氟、碘、碱金属、碱土金属以及其他金属/阳离子）在各种地质环境中大量存在于地球表面。还发现了如下所示的更复杂的矿物。

## 具有商业价值的卤化物矿物
两种商业上重要的卤化物矿物是石盐和萤石。石岩是氯化钠的主要来源，与从海水或盐水井中提取的氯化钠平行。萤石是氟化氢的主要来源，补充了作为肥料生产副产品获得的供应。光卤石和菱镁矿是镁的重要来源。历史上铝的生产需要天然冰晶石，然而目前使用的大多数冰晶石是通过合成生产的。
许多卤化物矿物存在于海洋蒸发岩矿床中。其他地质事件包括沙漠等干旱环境。阿塔卡马沙漠有大量卤化物矿物以及氯酸盐、碘酸盐、卤氧化物、硝酸盐、硼酸盐和其他水溶性矿物质。这些矿物不仅存在于地下地质沉积物中，而且由于降雨量少，它们还在地球表面形成结壳。